# JEF United Ichihara Chiba
JEF United Ichihara Chiba (jap. ジェフユナイテッド市原・千葉, Jefu Yunaiteddo Ichihara Chiba) je japanski nogometni klub iz Chibe. 
Klub je osnovan 1946. pod imenom Furukawa Electric Soccer Club. Godine 1991. klub se spaja s JR Eastom, te je nazvan JEF United. Domaće prvenstvo osvojili su dva puta, kao i J. League kup. Svoje domaće utakmice igraju na novom Fukuda Denshi Arena stadionu. JEF je jedan od šest klubova koji se natječe u J. Jeague od njezinog osnutka 1993. godine. 

## Trofeji

### Furukawa Electric FC
- Japanska prva liga
  - Prvaci (2): 1976., 1985.
- JSL kup
  - Prvaci (3): 1977., 1982., 1986./1987.
- Kup cara
  - Prvaci (4): 1960., 1961., 1964., 1976.
- AFC Liga prvaka
  - Prvaci (1): 1987.

### JEF United Ichihara / JEF United Ichihara Chiba
- J. League Cup
  - Prvaci (2): 2005., 2006.

## Poznati igrači
- Yuki Abe
- Koki Mizuno
- Takayuki Chano
- Shoji Jo
- Shinji Murai
- Yuji Sakakura
- Yoshika Matsubara
- Tomoyuki Sakai
- Eisuke Nakanishi
- Tadahiro Akiba
- Nobuhiro Takeda
- Takayuki Suzuki
- Shigeyoshi Mochizuki
- Sandro
- Pierre Littbarski
- Frank Ordenewitz
- Peter Bosz
- Arnold Scholten
- Ivan Hašek
- Gabriel Popescu
- Cosmin Olăroiu
- Ovidiu Burcă
- Edin Mujčin
- Mirko Hrgović
- Nenad Maslovar
- Željko Milinović
- Mario Haas
- Owusu Benson
- Wynton Rufer
- Matthew Bingley
- Choi Yong-Soo
- Kim Dae-Ui
- Rade Bogdanović
- Nenad Đorđević
- Ilian Stoyanov
- Ľubomír Moravčík

## Treneri
| Trener           | Drž. | Period        |
| ---------------- | ---- | ------------- |
| Yoshikazu Nagai  |      | 1992. – 1994. |
| Eijyun Kiyokumo  |      | 1994. – 1995. |
| Yasuhiko Okudera |      | 1996.         |
| Jan Versleijen   |      | 1997. – 1998. |
| Gert Engels      |      | 1999.         |
| Nicolae Zamfir   |      | 1999. – 2000. |
| Zdenko Verdenik  |      | 2000. – 2001. |
| Jozef Vengloš    |      | 2002.         |
| Ivica Osim       |      | 2003. – 2006. |
| Amar Osim        |      | 2006. – 2007. |
| Josip Kuže       |      | 2008.         |
| Alex Miller      |      | 2008. – 2009. |
| Atsuhiko Ejiri   |      | 2009. – 2010. |
| Dwight Lodeweges |      | 2011.         |
| Sugao Kambe      |      | 2011.         |
| Takashi Kiyama   |      | 2012.         |
| Jun Suzuki       |      | 2013. -       |

## Vanjske poveznice
- Službena stranica